# Culumana bacula
Culumana bacula är en insektsart som beskrevs av Delong 1979. Culumana bacula ingår i släktet Culumana och familjen dvärgstritar. Inga underarter finns listade i Catalogue of Life.